# Oliver Klemet
Oliver Klemet (Wehrheim, 18 de março de 2002) é um nadador alemão.

## Carreira
Ele é membro do SG Frankfurt, mas treina no SC Magdeburg sob o comando do técnico Bernd Berkhahn.
No Campeonato Mundial de Natação de 2022, em Budapeste, Hungria, sagrou-se campeão mundial no revezamento 4 x 1,5 quilômetros no dia 26 de junho com Lea Boy, Leonie Beck e Florian Wellbrock.
Em julho de 2023, Klemet conquistou a medalha de bronze na competição de dez quilômetros em águas abertas no Campeonato Mundial de Natação em Fukuoka.
Nos Jogos Olímpicos de 2024, em Paris, conquistou a medalha de prata na prova de dez quilômetros em águas abertas.